# Werner Buchholz
Werner Buchholz (Detmold, 24 ottobre 1922 – Poughkeepsie, 11 luglio 2019) è stato un ingegnere tedesco.
È noto per aver coniato il termine "byte" per l'unità di informazione.

## Biografia
Nato nel 1922 a Detmold, in Germania, dai coniugi ebrei Julius ed Elsa Buchholz, si trasferì con la famiglia a Colonia nel 1936, a causa del montante antisemitismo nella regione, nella speranza di passare inosservati nella grande città tedesca. Nel 1938 si trasferì in Inghilterra per studiare, mentre il fratello maggiore, Carl Hellmut, emigrò negli Stati Uniti.
Nel 1940 fu imprigionato e mandato con altri studenti in Canada, ma con l'aiuto della comunità ebraica di Toronto fu liberato l'anno successivo, iniziando gli studi di ingegneria presso l'Università di Toronto, completandoli presso la CalTech di Pasadena. I genitori saranno internati nel campo di concentramento di Litzmannstadt, nei pressi di Łódź e moriranno rispettivamente nel 1942 e nel 1944.
Successivamente si trasferì a Poughkeepsie, dove nel 1949 iniziò a lavorare per la International Business Machines Corporation (IBM), rientrando nei team che svilupparono l'IBM 701, l'IBM 702 e l'IBM 7030 Stretch. Nel 1956 coniò il termine "byte" per definire una unità di informazione digitale. Andò in pensione nel 1990.
Nel 1952 sposò Anna Frances Odor, professoressa di tedesco al Vassar College, da cui ebbe due figli: John, morto in un incidente automobilistico nel 1975, e Sham Rang Singh Khalsa. Anna morì nel 2007, mentre Werner è morto nel 2019.